# Alberto Closas
Alberto Closas Lluró (Barcelona, 1 de noviembre de 1921-Madrid, 19 de septiembre de 1994) fue un actor español.

## Biografía y carrera
Hijo de Rafael Closas Cendra, consejero sin cartera de la Generalidad de Cataluña, su educación se realizó entre España y Francia, los últimos cursos del Bachillerato en el Petit Lycée de Talance, Burdeos. Finalizada la guerra civil española hubo de exiliarse con su familia, primero a París y después a Buenos Aires y Santiago de Chile.
En la capital chilena estudió arte dramático en la Escuela de Arte de Margarita Xirgu, de cuya compañía pasa a formar parte, estrenando, entre otras obras Mariana Pineda, de Federico García Lorca, que supone su debut profesional y La dama del alba (1944), de Alejandro Casona. Seguidamente se instaló en Buenos Aires donde estrenó El adefesio (1944), de Rafael Alberti. A fines de los 40 se traslada a Buenos Aires que entonces vivía la edad de oro del cine argentino, actuando en grandes producciones, en 1947 junto a cientos de actores firma una solicitada en apoyo del candidato Juan Domingo Perón en las elecciones de dicho año, motivo por el que en 1955 sería perseguido debiendo abandonar el país tras el golpe de Estado de 1955, tras lo cual regresa a España.
Tras la disolución de la compañía de la Xirgu, Closas permaneció en Buenos Aires, debutando en el cine argentino con la película Brigada 21 (1942) y consolidando su reputación en la gran pantalla hasta ser galardonado por Danza del fuego (1949).
Regresa a España en 1954 donde inmediatamente protagonizó a las órdenes de Juan Antonio Bardem una de las obras cumbre del cine español: Muerte de un ciclista, Premio de la Crítica en el Festival de Cannes de 1955. Desde ese momento compaginó cine y teatro, caracterizando en múltiples ocasiones un tipo de personaje definido por su distinción y refinamiento. Realizó incursiones en el ámbito empresarial, construyendo el Teatro Marquina de Madrid.

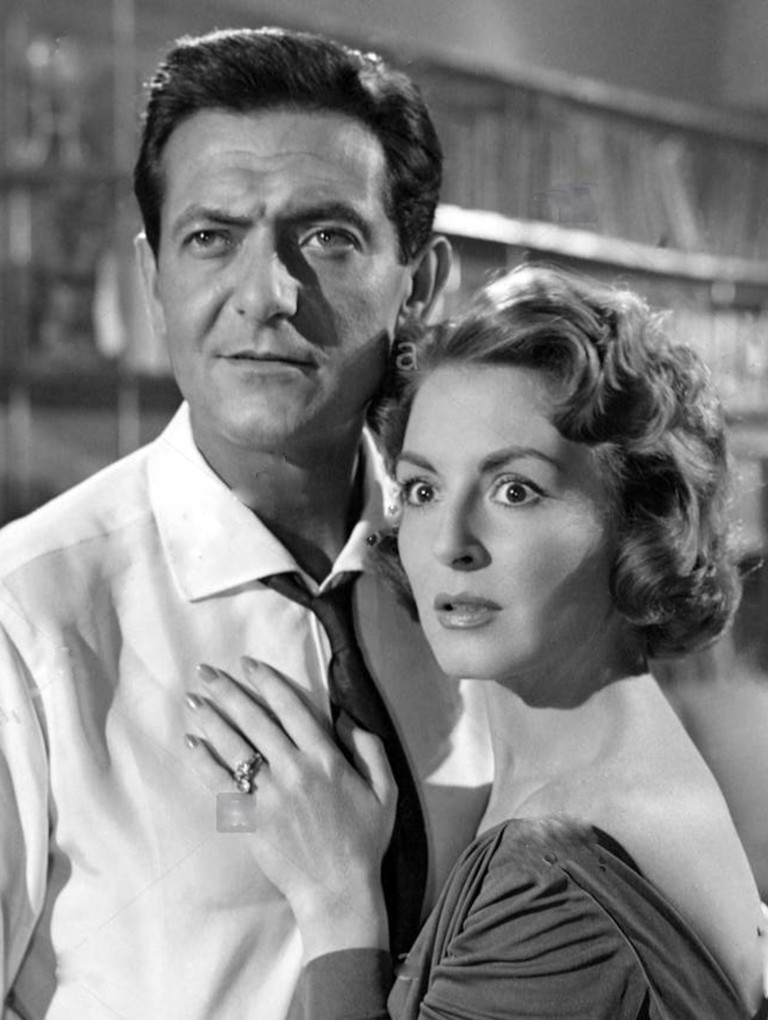
Con Marga López en Navidades en junio (1960).

Para la gran pantalla española despuntó en otros títulos como Todos somos necesarios (1956), Distrito Quinto (1958), Una muchachita de Valladolid (1958), El baile (1959), La gran familia (1962), La familia y uno más (1965) o Esquilache (1989).
Intentó lanzar como protagonistas a varios actores noveles en el arte cinematográfico argentino como fue el nieto del recordado actor Alberto Bello, Claudia Cárpena y Susana Traverso.
En televisión española protagonizó las series de TVE Las doce caras de Juan (1967) e intervino, ya en la década de 1980, en Gatos en el tejado (1988) y Goya (1985).
Sobre los escenarios, cosechó éxitos con obras de Benavente, Antonio Gala o Miguel Mihura. Tras una nueva etapa en Hispanoamérica, regresó a España en 1982, en noviembre de dicho año encarnando al profesor Higgins en un montaje teatral del musical My Fair Lady, producido por Juan José Alonso Millán, con Ángela Carrasco de coprotagonista y con un reparto repleto de estrellas como Alfonso Del Real, Manuel Alexandre y Amelia De la Torre. Fue un fracaso debido al doble pase televisivo de la versión cinematográfica de George Cukor por TVE el día de Navidad y al día siguiente en V.O.S., sólo un mes y medio después del estreno de la obra, que hizo que drásticamente cayera en picado la venta de entradas. Fue anunciando su despedida de las tablas en 1987 con la obra La zorra, de Alfonso Paso, aunque retornaría tan sólo un año después. El canto de los cisnes, con Amparo Rivelles, fue la última obra que puso en escena unos meses antes de su fallecimiento. Su última película fue El maestro de esgrima en 1992.
Se casó varias veces, una de ellas con la conocida actriz argentina de padres judíos bielorrusos Amelia Bence (nacida como Maria Amelia Batvinik), con la también argentina Lía Elena Centeno Padilla y con  la alicantina Marisa Martínez Hernández. Con ella tuvo cinco hijos: Alejandra, Alberto, Jaime, Marisa y Catalina. Su hijo Alberto Closas Jr. continuó sus pasos artísticos.

## Muerte
Falleció en Madrid el 19 de septiembre de 1994 a la edad de 72 años por un cáncer de pulmón. Fue incinerado al día siguiente en el Cementerio de la Almudena, tal y como era su deseo. Sus cenizas fueron esparcidas en el mar Mediterráneo frente a la costa de la localidad alicantina de Campello.

## Honores póstumos
El año 2020 se publicó su biografía en editorial Cátedra, de Madrid, escrita por sus sobrinos Francis Closas y Silvia Farriol.

## Premios

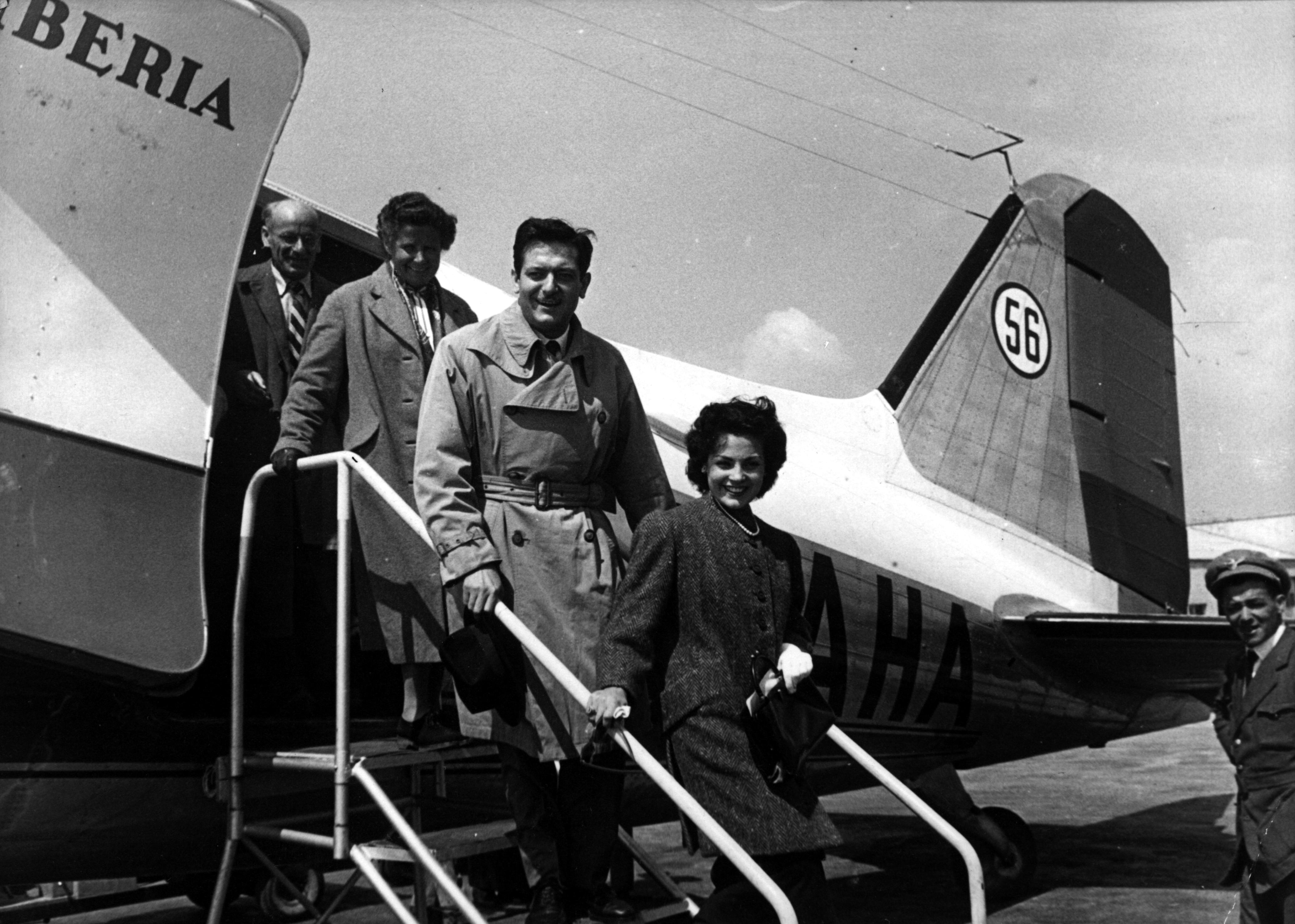
Closas (segundo al bajar) en 1948. Delante de él, se encuentra su compatriota Carmen Sevilla.

Premios Cóndor de Plata
| Año  | Categoría              | Película        | Resultado |
| ---- | ---------------------- | --------------- | --------- |
| 1949 | Mejor actor de reparto | Danza del fuego | Ganador   |

Medallas del Círculo de Escritores Cinematográficos
| Año  | Categoría             | Película             | Resultado |
| ---- | --------------------- | -------------------- | --------- |
| 1955 | Mejor actor principal | La fierecilla domada | Ganador   |
| 1958 | Mejor actor principal | Distrito Quinto      | Ganador   |

Fotogramas de Plata
| Año  | Categoría        | Película              | Resultado |
| ---- | ---------------- | --------------------- | --------- |
| 1957 | Mejor intérprete | Un tesoro en el cielo | Ganador   |

Festival Internacional de Cine de San Sebastián
| Año  | Categoría                        | Película               | Resultado |
| ---- | -------------------------------- | ---------------------- | --------- |
| 1956 | Mejor actor en película española | Todos somos necesarios | Ganador   |

Otros premios
- Premios del Sindicato Nacional del Espectáculo al mejor actor por La vida en un bloc (1956) y Operación Plus Ultra (1966)
- Premio Sant Jordi de cine al mejor actor español por Una muchachita de Valladolid (1958)
- Premio Konex - Diploma al Mérito al Mejor Actor de Comedia en Cine y Teatro de la década (1981)
- Premio Mayte de Teatro por El canto de los cisnes (1993)
- Medalla de Oro al Mérito en las Bellas Artes (1994)

## Teatro
| - El canto de los cisnes (1993), de Aleksei Arbuzov - Casi una diosa (1993) - Caprichos (1992) - Cartas de amor (1992) - Rosas de otoño (1990), de Jacinto Benavente - Hamlet (1989), de William Shakespeare - Largo viaje hacia la noche (1988), de Eugene O'Neill - La zorra (1987), de Alfonso Paso - Tratamiento de choque (1986), de Juan José Alonso Millán - El camino verde - ¿Por qué corres, Ulises? (1975), de Antonio Gala - Play Patricio (1972) - La playa vacía (1970), de Jaime Salom (dirección) - Flor de cactus (1969) - Pato a la naranja | - Cuatro historias de alquiler - La tercera palabra (1964), de Alejandro Casona - Solteros de verano - El abanico de Lady Windermere (1958), de Oscar Wilde - Buenas noches Bettina (1958), de Garinei y Giovannini - Una muchachita de Valladolid (1957), de Joaquín Calvo Sotelo - Mi adorado Juan (1956), de Miguel Mihura - De acuerdo, Susana (1955), de Carlos Llopis - La visita que no tocó el timbre (1950) - Primer amor - El adefesio (1944), de Rafael Alberti - La dama del alba (1944), de Alejandro Casona - Los árboles mueren de pie, de Alejandro Casona - Mariana Pineda, de Federico García Lorca |

## Filmografía
- P'al otro lado (1942)
- La pródiga  (1945)
- La honra de los hombres (1946)
- Cristina (1946)
- María Rosa (1946)
- El pecado de Julia (1947)
- 27 millones (1947)
- La gata (1947)
- La gran tentación (1948)
- Historia de una mala mujer (1948)
- Tierra del Fuego (1948)
- Pies descalzos  Inconcluso  (1950)
- Romance en tres noches (1950)
- La vendedora de fantasías (1950)
- El otro yo de Marcela (1950)
- El honorable inquilino (1951)
- Cuidado con las mujeres (1951)
- Vivir un instante (1951)
- Mi mujer está loca (1952)
- El ídolo (1952)
- Tren internacional (1954)
- Mi viudo y yo (1954)
- La dama del mar (1954)
- La fierecilla domada (1955)
- Ensayo final (1955)
- En carne viva (1955)
- Muerte de un ciclista (1955)
- La vida en un bloc (1956)
- Todos somos necesarios (1956)
- Una muchachita de Valladolid (1958)
- Distrito Quinto (1958)
- El pasado te acusa (1958)
- El traje de oro (1959)
- Charlestón (1959)
- El baile (1959)
- Una gran señora (1959)
- María, matrícula de Bilbao (1960)
- Navidades en junio (1960)
- Usted puede ser un asesino (1961)
- La gran familia (1962)
- Operación: Embajada (1963)
- El diablo también llora (1963)
- Casi un caballero (1964)
- Muere una mujer (1964)
- Piso de solteros (1964)
- El secreto de Bill North (1965)
- La visita que no tocó el timbre (1965)
- La familia y uno más (1965)
- Las viudas (1966)
- La viuda soltera (1966)
- Operación Plus Ultra (1966)
- Los chicos del Preu (1967)
- De cuerpo presente (1967)
- Un día es un día (1968)
- El taxi de los conflictos (1969)
- Sangre en el ruedo (1969)
- Experiencia prematrimonial (1972)
- Bodas de cristal (1975)
- La rabona (1978)
- La familia, bien, gracias (1979)
- El divorcio que viene (1980)
- Últimas tardes con Teresa (1984)
- De halcones y palomas (inédita - 1986)
- Esquilache (1989)
- El maestro de esgrima (1992)

## Televisión
- Farmacia de guardia (1994).
  - Secretos de familia (22 de septiembre de 1994)
- Compuesta y sin novio
  - Luna de miel (26 de septiembre de 1994)
- Sóc com sóc (TV3) (1990).
- Gatos en el tejado (1989).
- Goya (1985).
- Anillos de oro
  - Todo un caballero (16 de diciembre de 1983)
- Las doce caras de Juan (1967).